# Борика (Софійська область)
Бори́ка (болг. Борика) — село в Софійській області Болгарії. Входить до складу общини Іхтіман.

## Населення
За даними перепису населення 2011 року у селі проживали 75 осіб.
Національний склад населення села:
| Національність   | Кількість осіб | Відсоток |
| ---------------- | -------------- | -------- |
| болгари          | 68             | 90,7%    |
| цигани           | 7              | 9,3%     |
| турки            | 0              | 0%       |
| інша             | 0              | 0%       |
| не визначились   | 0              | 0%       |
| Всього відповіли | 75             |          |

Розподіл населення за віком у 2011 році:
Динаміка населення: